# West Coast Seattle Boy: The Jimi Hendrix Anthology
Albums de Jimi Hendrix
Valleys of Neptune
(2010) Winterland
(2011)
West Coast Seattle Boy: The Jimi Hendrix Anthology est un coffret posthume de Jimi Hendrix. Il est sorti le 16 novembre 2010 aux États-Unis et inclut quatre disques de titres inédits en studio et en concert, ainsi qu'un DVD avec un documentaire basé sur la vie et la carrière de Jimi Hendrix, réalisé par Bob Smeaton et intitulé Jimi Hendrix Voodoo Child.
Une édition simple Best of est disponible, avec ou sans le documentaire. Le coffret est également disponible dans une édition deluxe comprenant 8 LP vinyls.
Le premier disque retrace la carrière d'Hendrix en tant que musicien de studio ou de scène, avant ses véritables débuts avec The Jimi Hendrix Experience. Le reste du coffret est constitué de prises alternatives de chansons déjà publiées, de versions lives et de quelques véritables inédits.

## Liste des morceaux
Toutes les chansons sont de Jimi Hendrix, sauf indication contraire.

### Édition deluxe

#### Disque 1
| No  | Titre                                     | Auteur                        | Durée |
| --- | ----------------------------------------- | ----------------------------- | ----- |
| 1.  | Testify                                   | The Isley Brothers            | 4:09  |
| 2.  | Mercy, Mercy                              | Don Covay & the Goodtimers    | 2:26  |
| 3.  | Can't Stay Away                           | Don Covay & the Goodtimers    | 2:50  |
| 4.  | My Diary                                  | Rosa Lee Brooks               | 2:22  |
| 5.  | Utee                                      | Rosa Lee Brooks               | 1:58  |
| 6.  | I Don't Know What You Got But It's Got Me | Little Richard                | 4:02  |
| 7.  | Dancing All Around The World              | Little Richard                | 3:00  |
| 8.  | I'm So Glad                               | Frank Howard & The Commanders | 2:39  |
| 9.  | Move Over And Let Me Dance                | The Isley Brothers            | 2:41  |
| 10. | Have You Ever Been Disappointed           | The Isley Brothers            | 6:19  |
| 11. | Help Me (Get The Feeling) (Part I)        | Ray Sharpe                    | 2:33  |
| 12. | (My Girl) She's A Fox                     | The Icemen                    | 2:43  |
| 13. | That Little Old Groovemaker               | Jimmy Norman                  | 2:16  |
| 14. | Sweet Thang                               | Billy Lamont                  | 2:33  |
| 15. | Instant Groove                            | King Curtis                   | 2:24  |

#### Disque 2
Toutes les chansons sont écrites et composées par Jimi Hendrix.
| No  | Titre                                  | Enregistrement | Durée |
| --- | -------------------------------------- | --- | ----- |
| 1.  | Fire                                   | 11 janvier 1967 aux studios De Lane Lea, Londres et 8 février 1967 aux studios Olympic, Londres                    | 2:51  |
| 2.  | Are You Experienced?                   | 3 avril 1967 aux studios Olympic, Londres                                                                          | 6:04  |
| 3.  | May This Be Love                       | 3 avril 1967 et 4 avril 1967 aux studios Olympic, Londres                                                          | 3:18  |
| 4.  | Can You See Me                         | novembre 1967-décembre 1967 aux studios De Lane Lea, Londres et mixé le 24 avril 1967 aux studios Olympic, Londres | 2:34  |
| 5.  | The Wind Cries Mary                    | 5 septembre 1967 en concert à Stockholm                                                                            | 3:57  |
| 6.  | Love Or Confusion                      | 11 janvier 1967 aux studios De Lane Lea, Londres et 8 février 1967 aux studios Olympic, Londres                    | 3:16  |
| 7.  | Little One                             | 28 décembre 1967 et 29 décembre 1967 aux studios Olympic, Londres                                                  | 4:11  |
| 8.  | Mr. Bad Luck                           | 5 mai 1967 aux studios Olympic, Londres                                                                            | 2:57  |
| 9.  | Cat Talking To Me                      | 5 juin 1967 aux studios Olympic, Londres                                                                           | 2:54  |
| 10. | Castles Made of Sand                   | 5 octobre 1967 aux studios Olympic, Londres                                                                        | 3:12  |
| 11. | Tears of Rage (Bob Dylan)              | mars 1968 dans la chambre d'hôtel de Jimi Hendrix, New York                                                        | 5:22  |
| 12. | Hear My Train a Comin'                 | mars 1968 dans la chambre d'hôtel de Jimi Hendrix, New York                                                        | 4:37  |
| 13. | 1983... (A Merman I Should Turn to Be) | mars 1968 dans la chambre d'hôtel de Jimi Hendrix, New York                                                        | 3:31  |
| 14. | Long Hot Summer Night                  | mars 1968 dans la chambre d'hôtel de Jimi Hendrix, New York                                                        | 2:32  |
| 15. | My Friend                              | mars 1968 dans la chambre d'hôtel de Jimi Hendrix, New York                                                        | 3:59  |
| 16. | Angel                                  | mars 1968 dans la chambre d'hôtel de Jimi Hendrix, New York                                                        | 3:11  |
| 17. | Calling All the Devil's Children       | 21 octobre 1968 aux studios T.T.G., Hollywood                                                                      | 5:38  |
| 18. | New Rising Sun                         | 23 octobre 1968 aux studios T.T.G., Hollywood                                                                      | 7:24  |

#### Disque 3
Toutes les chansons sont écrites et composées par Jimi Hendrix.
| No  | Titre                                    | Enregistrement | Durée |
| --- | ---------------------------------------- | --- | ----- |
| 1.  | Hear My Freedom                          | 21 octobre 1968 aux studios T.T.G., Hollywood                                                                                     | 5:23  |
| 2.  | Room Full of Mirrors                     | 16 février 1969 aux studios Olympic, Londres et 7 mai 1987 au studio Air, Londres                                                 | 2:32  |
| 3.  | Shame, Shame, Shame                      | 16 février 1969 aux studios Olympic, Londres et 7 mai 1987 au studio Air, Londres                                                 | 3:01  |
| 4.  | Messenger                                | 20 octobre 1968 aux studios T.T.G., Hollywood                                                                                     | 3:20  |
| 5.  | Hound Dog Blues                          | 22 février 1969 aux studios Olympic, Londres                                                                                      | 4:45  |
| 6.  | Untitled Basic Track                     | 20 octobre 1968 aux studios T.T.G., Hollywood                                                                                     | 3:50  |
| 7.  | Star Spangled Banner (Francis Scott Key) | 26 avril 1969 en concert au Los Angeles Forum                                                                                     | 2:29  |
| 8.  | Purple Haze                              | 26 avril 1969 en concert au Los Angeles Forum                                                                                     | 5:51  |
| 9.  | Young/Hendrix                            | 14 avril 1969 au Record Plant Studios, New York                                                                                   | 20:57 |
| 10. | Mastermind (Larry Lee)                   | 4 septembre 1969 au Hit Factory, New York                                                                                         | 4:44  |
| 11. | Message to Love                          | 19 décembre 1969 et 20 janvier 1970 au Record Plant Studios, New York et mixé le 22 août 1970 aux studios Electric Lady, New York | 3:27  |
| 12. | Fire                                     | 31 décembre 1969 en concert au Fillmore East, New York                                                                            | 4:41  |
| 13. | Foxy Lady                                | 31 décembre 1969 en concert au Fillmore East, New York                                                                            | 6:29  |

#### Disque 4
Toutes les chansons sont écrites et composées par Jimi Hendrix.
| No  | Titre                         | Enregistrement                                                                      | Durée |
| --- | ----------------------------- | ----------------------------------------------------------------------------------- | ----- |
| 1.  | Stone Free                    | 31 décembre 1969 en concert au Fillmore East, New York                              | 14:48 |
| 2.  | Burning Desire                | 16 janvier 1970 au Record Plant Studios, New York                                   | 8:49  |
| 3.  | Lonely Avenue                 | 10 novembre 1969 au Record Plant Studios, New York                                  | 4:22  |
| 4.  | Everlasting First (avec Love) | 17 mars 1970 aux studios Olympic, Londres                                           | 4:16  |
| 5.  | Freedom                       | 15 mai 1970 au Record Plant Studios, New York                                       | 4:17  |
| 6.  | Peter Gunn/Catastrophe        | 14 mai 1970 au Record Plant Studios, New York                                       | 2:56  |
| 7.  | In From the Storm             | 21 juillet 1970-22 juillet 1970 et 20 août 1970 aux studios Electric Lady, New York | 3:36  |
| 8.  | All God's Children            | 15 juin 1970 aux studios Electric Lady, New York                                    | 6:19  |
| 9.  | Red House                     | 30 mai 1970 en concert au Berkeley Community Theatre à Berkeley                     | 7:31  |
| 10. | Play That Riff [Thank You]    | 19 juillet 1970 aux studios Electric Lady, New York                                 | 0:37  |
| 11. | Bolero                        | 1er juillet 1970 aux studios Electric Lady, New York                                | 5:31  |
| 12. | Hey Baby (New Rising Sun)     | 1er juillet 1970 aux studios Electric Lady, New York                                | 6:06  |
| 13. | Suddenly November Morning     | 1970 dans l'appartement de Jimi Hendrix à Greenwich Village, New York               | 4:12  |

### Edition disque simple
| No  | Titre                     | Auteur                    | Durée |
| --- | ------------------------- | ------------------------- | ----- |
| 1.  | Fire                      |                           | 2:51  |
| 2.  | Love Or Confusion         |                           | 3:16  |
| 3.  | Room Full of Mirrors      |                           | 2:32  |
| 4.  | Shame, Shame, Shame       |                           | 3:01  |
| 5.  | Mr. Bad Luck              |                           | 2:57  |
| 6.  | May This Be Love          |                           | 3:18  |
| 7.  | Are You Experienced?      |                           | 6:04  |
| 8.  | Tears of Rage             | Bob Dylan, Richard Manuel | 5:22  |
| 9.  | Hear My Freedom           |                           | 5:23  |
| 10. | Hound Dog Blues           |                           | 4:44  |
| 11. | Lonely Avenue             |                           | 4:22  |
| 12. | Burning Desire            |                           | 8:49  |
| 13. | In From the Storm         |                           | 3:36  |
| 14. | Bolero                    |                           | 5:31  |
| 15. | Hey Baby (New Rising Sun) |                           | 6:06  |